# クリントン-ワシントン・アベニュース駅 (INDクロスタウン線)
クリントン-ワシントン・アベニュース駅（Clinton–Washington Avenues）はニューヨーク市地下鉄INDクロスタウン線の駅で、ブルックリン区クリントン・ヒルのラファイエット・アベニューのクリントン・アベニューとワシントン・アベニューの間にある。終日G系統が停車する。

## 駅構造
| G          | 地上階                       | 出入口                                                 |
| M          | 改札階                       | 改札口、駅員詰所、メトロカード自動券売機               |
| P ホーム階 | 相対式ホーム、右側ドアが開く | 相対式ホーム、右側ドアが開く                           |
| P ホーム階 | 南行線                       | ← チャーチ・アベニュー駅行き（フルトン・ストリート駅） |
| P ホーム階 | 北行線                       | → コート・スクエア駅行き（クラッソン・アベニュー駅）→  |
| P ホーム階 | 相対式ホーム、右側ドアが開く |                                                        |

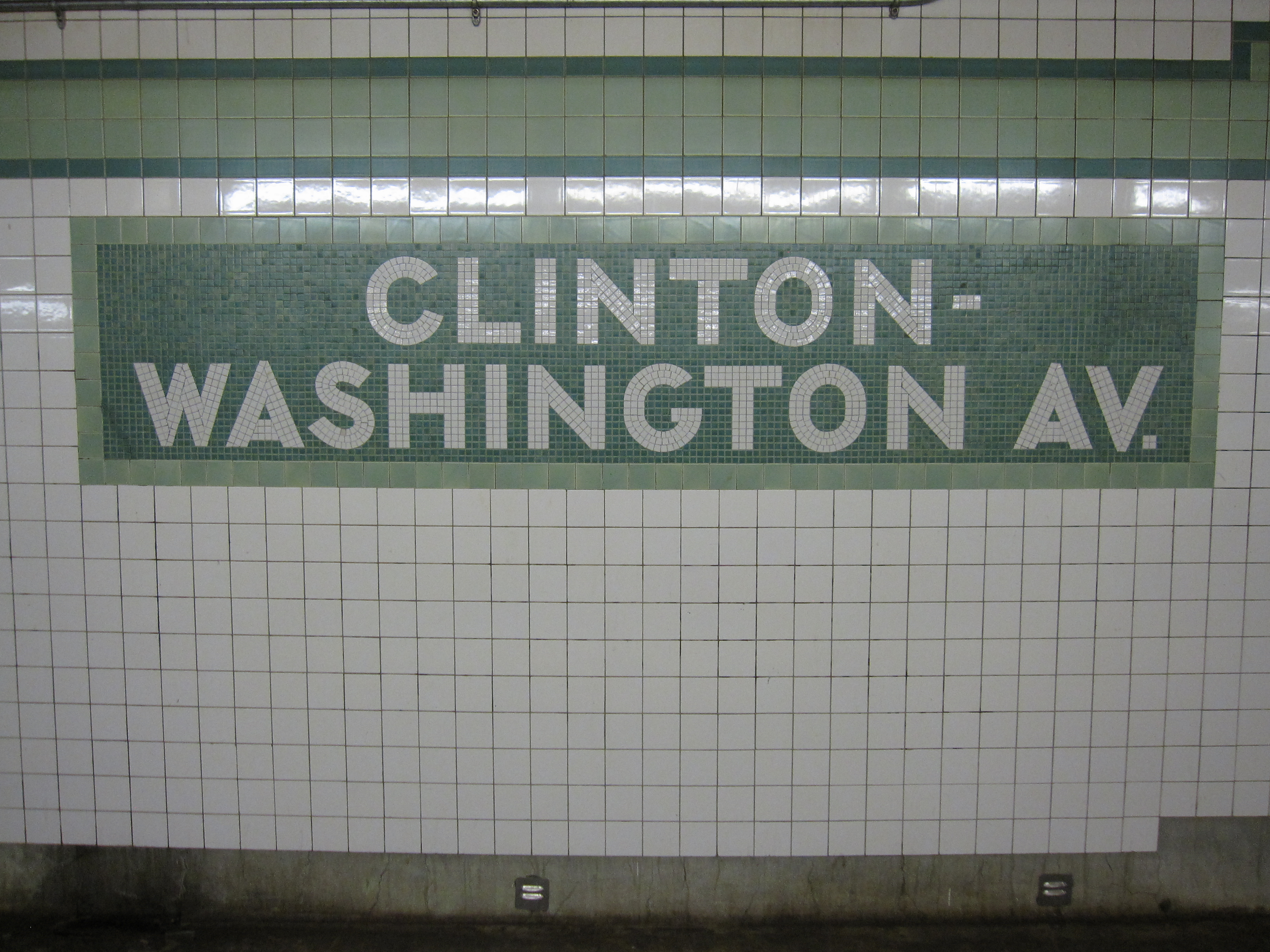
駅名標

クリントン-ワシントン・アベニュース駅は1937年7月1日のクロスタウン線ナッソー・アベニュー駅 - ホイト-スカーマーホーン・ストリーツ駅間延伸に合わせて開業した相対式ホーム2面2線を有する地下駅である。ホーム壁面には濃緑色で縁取りされた淡緑色の帯が水平に引かれており、淡緑色で縁取りされた濃緑色の地に白のサンセリフ体で "CLINTON - WASHINGTON AV." とレタリングした駅名標が取り付けられている。帯と駅名標の下には、黒い帯に小さな方向表示と駅名（"CLINTON" と "WASHINGTON"が交互になっている）が白で書かれている。ホームには黄色い I 形鋼の柱が等間隔で建っており、1本おきに黒地に白でレタリングしたニューヨーク市地下鉄標準の駅名標が取り付けられている。

### 出入口
ホーム全長に渡るメザニンがホームおよび線路の上に設けられており、黄色く塗られた I 形鋼の支柱で支えられている。メザニン中央が改札外になり、トークン・ブースと自動改札機（2台は出場専用）、各ホームに向かう階段が設けられている。また、通りに出る階段が東西両側に2本ずつ設けられている。西側の階段はクリントン・アベニュー - ラファイエット・アベニュー交差点の北東角および南西角に繋がっている。一方、東側の階段はワシントン・アベニュー - ラファイエット・アベニュー交差点の北東角および南東角に繋がっている。
メザニンの両端にはそれぞれ出場専用改札機2台とHEET自動改札機1台およびホームへの階段を備えた無人改札口が設けられている。どちらも連絡通路でホーム間を移動することができる。中央メザニンの床面の方が高いため、クリントン・アベニュー側の改札からは短い階段を上る必要がある。
メザニンにはそれぞれ別の画家が描いた5点の壁画が展示されている。ジム・ポーター（Jim Porter）作の "Night and Day" は1998年から、ダン・シモンズ（Dan Simmons）作の "Safe Passage" とマク（Maku）作の無題、ジャマル・インス（Jamal Ince）作の "Fusion" およびジョン・ウッドロウ・ケリー（John Woodrow Kelley）作の "Mercury" は2000年から展示されている。

## 周辺施設
- プラット・インスティテュート
- アデルフィ大学（英語版）
- セント・ジョセフ・カレッジ（英語版）
- ビショップ・ラフリン・メモリアル・ハイスクール（英語版）